# Мастер-арфист
Мастер-арфист  (1998) — это научно-фантастический роман эпопеи «Всадники Перна» американской писательницы Энн МакКефри.
Эта книга описывает рождение и молодость Робинтона, который впоследствии становится Главным Мастером-Арфистом Перна в период непосредственно перед тем, как Лесса становится Госпожей Бенден Вейра.

## Описание сюжета
Робинтон, рождённый в творческой семье, был не любим его ревнивым отцом, Петироном, и провел большую часть детства с лелеющей его матерью, Мерелан. Робинтон составил много успешных песен в очень раннем возрасте и был единодушно избран мастером-арфистом, также в относительно молодом возрасте. Он попытался предупредить Лордов о жадности Фэкса, Лорда-завоевателя, но немногие к нему прислушались. Он видел, как убили Ф’лона, Предводителя Вейра, отца Ф’лара и Ф’нора, и отчасти сам был виновен в его смерти. Он присутствовал, когда Лесса использовав свою силу, вызвала поединок Ф’лара и Фэкса, в котором Фэкса был убит за оскорбления всадников. Вскоре Лесса запечатлела золотого дракона Рамоту.